# تام بلیث
تام کِیر بلیث (انگلیسی: Tom Keir Blyth؛ زادهٔ ۲ فوریهٔ ۱۹۹۵) بازیگر انگلیسی است. از فیلم‌هایی که وی در آن نقش داشته‌است می‌توان به نیایش (۲۰۲۱) و بازی‌های گرسنگی: تصنیف پرندگان آوازخوان و مارها (۲۰۲۳) اشاره کرد.